# Jareninski Dol
Jareninski Dol este o localitate din comuna Pesnica, Slovenia, cu o populație de 390 de locuitori.